# خيرت الصالح
خيرت الصالح (بالإنجليزية: Khairat Al-Saleh) ولدت في القدس وتعلمت في سوريا ومصر وجامعة ويلز سوانسي، حيث درست الأدب الإنجليزي والشعر، وهي شاعرة سورية-بريطانية، صانعة للزجاج ورسامة، وتعمل في الطباعة، تعيش بين إنجلترا وسوريا.لوحظت استخدامها للخط العربي والمنمنمات المستوحاة من الفن العربي والإسلامي،كما أنها جربت إدخال الزخرفة العربية والزخارف الهندسية الإسلامية في لوحاتها ومطبوعاتها.
لأنها شاعرة، فإن فنها ارتبط ارتباطاً وثيقاً بالإضاءة والوضوح. ومع ذلك، اكتشفت آثار لون المياه، والفن الرقمي. تدربت في ريتشموند لكنها كانت فنانة بتعليم ذاتي. كان لها معروضات عدة في متحف بيت ليتون في لندن، وفي العديد من البلدان الأوروبية والعربية. حاليا تنتج الأعمال الفنية والكتابية تحت اسم القلم في بريطانيا. كما نشرت كتباً عدة ترجمت إلى العديد من اللغات.

## وصلات خارجية
- Anne Mullin Burnham, 1994, Reflections in Women's Eyes, Saudi Aramco World
- Official website
- http://wwol.inre.asu.edu/al-saleh.html نسخة محفوظة 4 مارس 2016 على موقع واي باك مشين.
- http://www.amazon.com/Fabled-Cities-Princes-Legends-Mythology/dp/0872269248
- https://books.google.com/books/about/Fabled_Cities_Princes_and_Jinn_from_Arab.html?id=Iz5LAAAAYAAJ&redir_esc=y